# Joaquim Tomás del Negro
Joaquim Tomás del Negro (Lisboa, 5 de junho de 1850 — Lisboa, 12 de fevereiro de 1933) foi um trompista, maestro e compositor português. Distinguiu-se enquanto uma das figuras mais conhecidas da música portuguesa na última metade do século XIX e primeiro quartel do século XX.
Frequentou o Conservatório Nacional de Lisboa, onde foi premiado todos os anos nos cursos de trompa e rudimentos. Iniciou a sua carreira musical em 1861.
Notável solista de trompa no Teatro Real de São Carlos (até 1878 e depois de 1890), e em Madrid, na Capela e Teatro Real (de 1879 a 1889), divulgou a música sinfónica e de câmara dando a conhecer pela primeira vez ao público lisboeta várias obras de grandes compositores como Beethoven, Haydn, Mendelssohn, Wagner, Weber, Glimka e Saint-Saëns. Enquanto compositor, foi autor sobretudo de música para teatro e operetas, compondo também peças de música sacra, de câmara, para piano, para trompa, para banda filarmónica.
Entre as obras que compôs incluem-se as operetas Kinfu na China, Tentação, Capitão Lobisomem, Aventura Régia, Mestre de Armas, Filhos do capitão-mor, Retalhos, Kiki, Varinos, Mancheia de Rosas, Planeta Vénus, Volta ao Mundo em 80 Dias, Homem das Mangas, Arte Nova, Vivinha a saltar, Espelho da verdade, Santo António de Lisboa, Templo de Salomão, A. B. C. e P'ra Frente.
Del Negro foi ainda professor de trompa, durante 27 anos, no Conservatório Nacional, bem como empresário e diretor musical dos Teatros D. Afonso, Teatro Carlos Alberto, Teatro Real de São João e Teatro do Príncipe Real, todos no Porto, bem como do Teatro da Trindade, em Lisboa. Dirigiu várias orquestras, e foi subchefe da banda da Guarda Municipal.
Faleceu em 12 de Fevereiro de 1933, aos 82 anos de idade, devido a uma doença prolongada. Morreu na sua residência, na Rua Teofilo Braga, tendo o corpo sido depositado no Cemitério Ocidental.